# C.E.F. Weyse
C.E.F. Weyse (Christoph Ernst Friedrich; født 5. marts 1774 i Altona i Holsten, død 8. oktober 1842 i København) var guldalderens mest kendte danske komponist og organist. Weyse er først og fremmest kendt for sine melodier til danske fædrelandssange og salmer til tekster af N.F.S. Grundtvig og B.S. Ingemann samt julemelodier, men har også skrevet syv symfonier m.m.
Som 15-årig blev Weyse af en onkel i Hamburg sendt til København for at blive uddannet, og her boede han resten af sit liv. 1789-93 var han elev hos komponisten J.A.P. Schultz. I 1794 blev han organist ved Garnisons Kirke. I 1805 organist ved Vor Frue Kirke (fra 1924 Københavns Domkirke). I 1819 blev han hofkomponist, i 1816 titulær professor, i 1830 medlem (ledamot) af den svenske Kungliga Musikaliska Akademien, i 1842 dr.phil. h. c. ved Københavns Universitet.
Weyse lærte Mozarts enke Constanze at kende i de år, hun boede i København (1810-1820) og havde jævnlig kontakt til hendes mand, den danske diplomat og etatsråd Georg Nicolaus Nissen. Constanze Mozart sammenlignede – meget smigrende for Weyse – Weyses musik med sin første mands. Han påbegyndte 1800 syngespillet Sovedrikken, men en ulykkelig forelskelse i sin musikelev Julie Tutein gjorde ham uarbejdsdygtig i flere år. Under indtryk af en opførelse af Mozarts opera Don Juan på Det Kongelige Teater i 1809 genvandt han sin arbejdslyst og færdiggjorde Sovedrikken, der blev opført 1809.
Fra 1825 til sin død 1842 boede han i Kronprinsessegade (i dag nr. 32); H.C. Andersen opsøgte ham der. På husmuren er opsat en mindeplade; han boede i en lejlighed på 2. sal. Weyse blev anset for en af sin tids mest fremragende pianister og særlig hans evner som improvisator var højt værdsat. Han blev fx ofte inviteret til selskab i det københavnske borgerskab i den forventning, at han med sit klaverspil efter maden ville "betale for middagen".
Weyse rejste højst til Roskilde for at besøge familie. Da han som ung sejlede med damper fra Kiel til København, blev han så søsyg, at han var kureret for al rejselyst. Han beskrev gerne i sine meget vittige og interessante breve, hvor mange smukke, fremmede ting han havde i sin lejlighed og kunne afslutte med: ergo behøver ey at reyse – Deres ydmyge C.E.F.Weyse.
Han er begravet på Gråbrødre Kirkegård i Roskilde (gravmonument)

## Liv og gerning

### Opvækst
Faderen, Werner Ernst Weyse, urtekræmmer og tidligere borgerkaptain, døde allerede 1780, og moderen, Margaretha Elisabeth født Heuser, der var en snes år yngre end sin mand, giftede sig året efter med A. Weber, der fortsatte handelen, men 1794 måtte erklære sig fallit. Moderen var meget religiøs og opdrog sine børn i samme retning, men var dog munter og livlig, elskede musik og spillede temmelig godt på klaver. Også for musikkens teori synes hun at have haft interesse; i det mindste findes hun blandt subskribenterne på G.M. Telemanns generalbaslære (1773).

### Undervisning af morfaderen
Weyses morfader, Bernhard Christopher Heuser (død 1799), af hvem der kendes nogle lejlighedskantater, var i sin tid kantor i Glückstadt og blev omkring 1763 forflyttet til hovedkirken i Altona, hvor han tillige var lærer ved det derværende gymnasium Christianeum og underviste i religion, geografi, latin og sang, thi hans disciple var tillige kordrenge, og han måtte med dem på festdage opføre kirkemusik.
Den lille Weyse havde en smuk og omfangsrig diskantstemme og blev derfor tit benyttet til solistpartier, og den gamle bedstefader, der var en fyrig musikentusiast og var henrykt over at have opdaget drengens store musikalske begavelse, gav ham fra 1782 af undervisning på violin og klaver, så godt han formåede; efter Weyses sigende var bedstefaderen ikke videre dygtig på klaveret. Men Weyse øvede sig meget flittig på dette instrument og opnåede snart en så betydelig færdighed, at han alle vegne blev vist frem som et musikalsk vidunderbarn.
Særlig forbavsedes man over hans evne til at kunne spille alt fra bladet, selv i det hurtigste tempo. Da hændte det en dag, at en alvorlig musikelsker, daværende syndikus, senere borgmester i Altona, Caspar Siegfried Gaehler (1791-1825), der selv havde lært at spille af den berømte Philipp Emanuel Bach, forelagde Weyse et præludium af Johann Sebastian Bach. Her kom vor unge vens færdighed til kort, men dette havde den gode følge, at hans øjne åbnedes for, at der eksisterede anden og højere musik end datidens modekompositioner, og han lånte af Gaehler alt, hvad denne besad af J.S. Bach og P.E. Bach.
Uden at kende videre til musikkens teori komponerede Weyse i sit 13. år nogle småsange og et par klavertrioer, som han selv syntes klang godt; også hans senere så eminent udviklede gave til at kunne improvisere på klaver begyndte at vise sig. I øvrigt levede han i sin fritid et fantastisk drømmeliv, skrev komedier for sit marionetteater og læste romaner i smug. Men nu stundede den tid til, da han skulle konfirmeres og derefter vælge sig en levevej. Musikus ville han være, og han fik medhold af bedstefaderen og til dels også af moderen.

### Moderens død – i købmandslære uden succes
Kort efter konfirmationen døde moderen (juli 1789), og den snusfornuftige stedfader satte da igennem, at Weyse blev anbragt i købmandslære. Efter otte dages forløb fik han dog sin afsked, thi købmanden så hurtig, at den unge mand ikke egnede sig til at være handelsmand. Stedfaderen skændte, og Weyse græd sine modige tårer.
I denne nød og kvide traf Weyse en dag hos Gaehlers den bekendte musikskribent og professor i Kiel Carl Friedrich Cramer der hørte ham spille og improvisere og øjeblikkelig var på det rene med, at det ville være synd, om et sådant geni ikke skulle ordentlig vejledes; den rette mand dertil ville Cramers gode ven, kapelmester Schulz i København være. Da Cramer tilmed lovede at befordre Weyse fra Kiel til København og anbefale ham til andre gode venner i hovedstaden som daværende kancellist Peter Grønland
gav stedfaderen sit samtykke til rejsen.

### Til København for at blivemusikus
Tarvelig forsynet med klæder og rejsepenge, men med desto rigeligere formaninger fra stedfaderen om at være sparsommelig, kørte Weyse med posten til Kiel, hvor han traf Cramer, men måtte vente nogle dage på grund af modvind. Endelig gik skibet, og efter fem dages sejlads, hvor Weyse døjede meget af søsygen, hvilken han senere altid erindrede med gru, kom han til København 30. oktober.

### Tre års ophold hos J.A.P. Schultz
Modtagelsen hos Grønland var meget venlig; derimod var Schulz til at begynde med noget reserveret, hvad der ellers ikke lignede denne hjertensgode mand. Men da han nærmere havde forhørt sig om Weyses forhold og ved en eksamination opdaget, hvor mangelfulde Weyses teoretiske kundskaber var, begyndte han straks at undervise ham i den elementære harmonilære, gav ham koraler at sætte bas til osv.
Også for Weyses materielle fornødenheder sørgede Schulz. Da han ikke kunne finde et passende logi til Weyse, optog han ham i sit hus som en søn og holdt ham frit med alt i over tre år, indtil Weyse kunne ernære sig selv. Dette må så meget mere påskønnes, som Schulz’ formuesomstændigheder på den tid ikke var bedre, end at han i juni 1792 måtte optage et lån på 2000 daler (Dlr.) i Zahlkassen.
I sommeren 1790 boede Schulz på Frederiksdal, og her komponerede Weyse en stor fantasi og en sonate, som læreren var tilfreds med, og som Weyse ved Schulz’ indflydelse kom til at foredrage ved en hofkoncert; til sin usigelige glæde tjente Weyse her sit første honorar. I øvrigt var Schulz streng og kasserede ofte et helt stykke, fordi enkelte partier deri ikke behagede ham. Her var Grønland en stor trøst for Weyse, i det han med sin fine kritiske sans forstod at fremdrage lyspunkterne i arbejdet og opmuntre Weyse. Dette var netop, hvad Schulz i sit hjerte ønskede, thi han følte ved sig selv, at hans da begyndende sygelighed tit gjorde ham pirrelig og ikke fuldt retfærdig. Ikke desto mindre var forholdet mellem lærer og elev hjerteligt og varmt, hvorom mange vidnesbyrd findes.

### Andre lærere: Tiemroth og Zinck
Schulz skaffede Weyse en udmærket violinlærer i koncertmester Johan Henrik Christian Tiemroth. Af syngemester H.O.C. Zinck lærte han at spille på orgel, Weyses senere hovedinstrument. Både Grønland og Schulz ledede også Weyses smag for læsning i den rigtige retning og lagde derved grundvolden til dennes senere så alsidige dannelse. Weyse, som i Harmonien og andre private musikalske klubber ofte spillede Mozarts klaverkoncerter og improviserede, blev derved bekendt som en ypperlig klaverspiller, og da han 1791 fik gode informationer i grev Bernstorffs hus og 1792 ved Schulz’ hjælp blev vikar hos organist Johann Philip Klieme (ca. 1721-94, også Klime eller Kliim) ved Reformert Kirke, kunne han i 1793 flytte fra Schulz og sørge for sig selv. 1794 døde den gamle organist, og Weyse blev hans efterfølger indtil 1805, da han blev forflyttet til Frue Kirke.

### 1793: seks "Allegri di bravura" som de først udgivne
Fra 1793 stammer Weyses første udgivne arbejde, seks "Allegri di bravura", hvortil den preussiske kapelmester Johann Friedrich Reichardt (1752-1814), der da besøgte København og var fortryllet af Weyses spil, skaffede en forlægger i Berlin 1796; senere blev de optrykt i schweizeren Nägelis (måske Hans Georg Nägeli 1773-1836) store samling: Répertoire des clavicinistes, 7. suite (1803) og meget rost i Allgemeine Musikalische Zeitung, hvor den for recensenten "ganske ubekjendte Komponist" sammenstilles med selve Händel.
 Blandt dem findes den ved sine ustandselige modulationer karakterfulde og humoristiske allegro i d-mol, som A. Winding omkring 100 år senere har udgivet med fingersætnings- og foredragsbetegnelser.

### Fra overvejende klaverkomponist til instrumentation
Hidtil havde Weyse nærmest været klaverkomponist; han lagde sig nu efter instrumentationen, studerede den praktisk som ivrig deltager i det af Zinck stiftede Musikøvende Selskab og komponerede i årene 1795-99 ikke mindre end syv symfonier hvoraf to først udkom i begyndelsen af 1900-tallet. Den ene (nr. 6 i c-mol) er trykt omkring 1800 i København på Constantin Bruns bekostning, den anden (i es-dur, med variationer) er udkommet i Wien. Af de andre brugte han senere to satser – i omarbejdet skikkelse – som ouverturer til Balders Død og til Macbeth-musikken.
Symfonierne, der er komponerede mellem 1795 og 1799, var øjensynligt inspirerede af det repertoire, der blev spillet i København, hvor musikforeningerne og Det kongelige Teater opførte en række symfonier af komponister som Johann Christian Bach, Carl Philipp Emanuel Bach, Karl Friedrich Abel, Franz Beck, Christian Cannabich, Leopold Hoffmann, François-Joseph Gossec og andre. Alle symfonierne består af fire satser: en indledende allegro fulgt af en andante, en menuet og en finale (dog var i første symfoni menuet inden andante). I 4-6. symfoni har førstesatsen en langsom indledning. I alle symfonierne er ydersatserne i sonateform, og de fleste langsomme satser består af variationer over et eller to temaer. Menuetten ligger op ad brugsdansen, som det tillige kendes fra Haydn. Weyse benyttede ofte tidens normalorkester, der havde en dobbelt træblæserbesætning, men i originalversionerne er symfonierne uden klarinetter fraset en enkelt i 4. symfoni. I 2-7 symfoni indgår to trompeter og pauker, ved senere omarbejdelser blev tilføjet klarinetter og basun.
1796 falder Weyses første offentlige optræden som klaverspiller, nemlig 16. januar ved en af Kunzen foranstaltet koncert på Det Kongelige Teater. Men virtuosbanen fristede ikke hans noget tilbageholdne natur; hans sidste offentlige optræden var ved Giornovichis koncert den 10. november 1802 (måske Giovanni Giornovichi 1747-1804).

### Julie Tutein
Bekendtskabet med Kunzen og dennes sangbegavede hustru, f. Zuccarini, bragte Weyse til at studere sangens væsen og til at lægge sig mere efter vokalkomposition, end han hidtil havde gjort; i hans Vermischte Kompositionen (København 1798) findes foruden et par sonater, en scherzo osv. kun nogle småsange, nærmest i smag med Schulz’ Lieder im Volkston. Han fik lyst til at prøve sig som dramatisk komponist og havde allerede fået en del af sit syngespil Sovedrikken færdig, da skæbnen i marts 1801 med tung hånd greb ind i den 27-årige mands livsplaner.
Han var blevet musikinformator for døtrene af den rige grosserer P. Tutein på hjørnet af Købmagergade og Klareboderne. Mellem den næstyngste datter, den 18-årige, skønne og meget musikalske Julie Tutein og Weyse udviklede der sig et inderligt kærlighedsforhold, men dette blev brudt ved en hård indgriben af hendes pengestolte fader. Fra hendes side var smerten måske ikke så dyb og vedvarende, thi godt tre år senere ægtede hun en rig hollandsk købmand, H. Noltenius.
På Weyse derimod virkede sorgen over hans fejlslagne forhåbninger med en sådan magt og fremkaldte en så mørk melankoli, at han efter sit eget udsagn "blev ligegyldig for alt, fortsatte kun mekanisk sine Forretninger for at erhverve Brødet og førte i bogstaveligste Betydning et rent Planteliv". En enkelt lille vemodig romance: Der Eichwald brauset haves dog – hvilket Weyses biograf, A.P. Berggreen oplyser – fra den tid som et minde i toner om Weyses dybe hjertesorg, der førte til, at han forblev ugift hele sit liv.

### Komponerer igen efter tre års melankoli
Tre sørgelige år hengik således. Dog bragte Nägelis manende opfordring til Weyse om igen at levere et bidrag til Répertoire des clavicinistes ham til at mande sig op og at komponere de fire herlige "Allegri di bravura", som findes i 16. suite og senere er udkommet i København i revideret udgave. Man tør vist formode, at han i disse, – hvoraf navnlig den tredje (i es-dur, allabreve-takt) imponerer ved sin kraft og den fjerde (i f-mol) ved sin fortvivlelse, – har søgt at skildre sin kærligheds forskellige faser.

### Succes medSovedrikken
Men derefter sank han igen ned i sin forrige letargi, en søvnlignende sløvhedstilstand. Først i maj 1807, ved opførelsen af Mozarts Don Juan, som da for første gang gik over den danske scene, vakte genfærdsscenen ham til nyt liv. Det slog ned i ham som et lyn, hvordan han i mange år havde forspildt sit liv ved sin åndelige døs. Han tog igen fat på Sovedrikken, (hvis tekst Oehlenschläger havde bearbejdet efter det tyske) fuldendte den, og ved opførelsen 21. april 1809 blev den modtaget med stormende bifald. Publikum jublede over de friske og originale melodier, der straks sang sig ind i hjerterne. Hvem kender ikke De klare Bølger rulled, Skjøn Jomfru, luk dit Vindue op og Det blanke Sværd? Også skal fremhæves det fyrige vandmøllerkor, den glimrende finale i 1. akt, der kulminerer i den syvstemmige sats og de to naive, men morsomme figurer, Brause og Saft, med deres arier.
Alt i alt blev stykket ligesom det senere Et Æventyr i Rosenborg Have "et kassestykke" og har i mange år været på repertoiret. Indtil 30. maj 1874 er det opført 100 gange. Det held, Weyse havde som komisk syngespilkomponist, fristede ham til også at forsøge sig i den alvorlige genre. Syngespillet Faruk (tekst af Oehlenschläger), opført 30. januar 1812, holdt sig vel ikke i længden på repertoiret, muligvis både på grund af tekstens og udførelsens mangler; det oplevede fra 1812-34 kun 10 forestillinger, men det nydelige alfekor "Risler, alle Bølger små" glæder os endnu, ligesom også det smukke kor "Salige Fader Achmet" flere gange er opført i Cæciliaforeningen.

### Ludlams Hule
I 1814 komponerede han Ludlams Hule, som blev opført 30. januar 1816. Den lidenskabelige litterære kamp, som den gang herskede, og Jens Baggesens vittige persiflerende kritik af Oehlenschlægers på mange punkter rigtignok gyselige tekst gjorde, at dette eventyrdrama ikke kom til den ret, som det på grund af Weyses mesterlige musik fortjente. Ingen, der har hørt den, vil let glemme den kolorit, som Weyse har lagt over de prægtige skottekor, balladen: Der er en Ø i Livet og frem for alt den åndeagtige musik til melodramerne, hvor for første gang (en snes år før end J.P.E. Hartmanns Der Taucher) deklamationen er lagt under strengt rytmisk angivne noder.
Trods al spot, ja endog en udpibning, arrangeret af Baggesens parti (27. februar 1819), opnåede dog Ludlams Hule indtil 18. marts 1861: 24 opførelser, og af sangene er jo: "Vil du være stærk og fri", "Tommeliden", "Piben lyder, Trommen skralder" og "Hr. Oberst, en Skotte må slå for sit Land" gået over til at blive folkets ejendom. Den første er med Ingemanns fra 1816 underlagte tekst Dannevang, med grønne Bred blevet en nationalsang. Det er før nævnt, at Weyse brugte en af sine ungdoms symfonier, nemlig nr. 4 i e-mol, som ouverture til tragedien Macbeth i den underlige Schillerske bearbejdelse; derimod var den øvrige musik ny. Navnlig udmærker sig den skønne borgvægtersang Den mørke nat forsvunden er, der danner en så velgørende modsætning til den uhyggelige i Shakespeares ånd komponerede heksemusik. Tragedien opførtes fra 1817-1860 i alt 33 gange og ved en genoptagelse i 1893 (med Emil Poulsen i titelrollen) endnu 11 gange.

### 1819 årlig komponistgage af kongen
Weyse var blevet ked af samarbejdet med Oehlenschläger, og da han i 1819 af kongen havde fået en årlig komponistgage på 1000 rdl. – herfor skulle han gøre fyldest dels ved at levere den kantatemusik til de store kirkehøjtider, som alt fra slutningen af det foregående århundrede var indgået som et led af gudstjenesten, dels ved at komponere festoperaer (til kongens fødselsdage) – modtog han fra teaterdirektionen Caspar Johannes Boyes (1791-1853) tekst til Floribella, et lige så udramatisk arbejde som samme forfatters Elisa.
Weyses ædle og mange steder højst karakteristiske musik, som f.eks. de interessante unisono-kor af maurere, romancen Fuglen tier, Skoven hviler og alfemusikken, kunne desværre ikke holde stykket oppe, og efter ni opførelser 1825-27 henlagdes det. Musikforeningen, som blev stiftet på Weyses fødselsdag 1836, udgav året efter et klaverudtog af stykket og har senere ofte opført udvalg af det ved sine koncerter.

### J.L. HeibergsEt Æventyr i Rosenborg Have
Hans næste dramatiske arbejde, Et Æventyr i Rosenborg Have, havde derimod en stor succes. J.L. Heibergs åndrige og morsomme tekst og Weyses med nænsom hånd illustrerende musik indgik her en "tæt Forening af Ord og Toner". I begyndelsen syntes mange nok, at med undtagelse af nogle af sangene som Man siger hjertet har ej Rum, slutningssangen og den ypperlige, senere indsatte En Elskovs Erklæring savnedes det melodiøse element; men efterhånden fik man ørerne op for de mange fine, karakteriserende træk, som Weyse har anbragt selv i de kombinerede stykker. Og den livlige ouverture er ret et mønster på en lystspilouverture; uden at være potpourriagtig – en form Weyse ringeagtede – giver den et helt lille tonemaleri af livet i den gode, gamle Kongens Have, hvor man hører børnenes muntre leg og vindens sus i træernes kroner, ja end ikke de fjerne signaler ovre fra eksercerpladsen mangler.
Denne muntre operette, hvori Weyses ejendommelige humor så tydelig åbenbarer sig, er endnu ligesom Kuhlaus Elverhøj et af vore patriarkalske yndlingsstykker; fra sin første opførelse 26. maj 1827 indtil 15. maj 1893 er den gået på Det Kongelige Teater i alt 140 gange og endvidere på Dagmarteatret 21 gange (1903-4).

### "Festen på Kenilworth" sidste arbejde for scenen
Hans sidste arbejde for scenen var den romantiske opera Festen på Kenilworth, opført 6. januar 1836. Teksten var af H.C. Andersen, hvem Weyse havde taget sig meget af. Fra komponistens side var det et dygtigt arbejde med gode intentioner, udtryksfuld deklamation og karaktertegning, men teksten manglede dramatisk nerve, og stykket blev efter syv opførelser endnu samme år lagt hen. Som de bedste partier kan fremhæves den smukke flydende ouverture, der oftere er spillet i Musikforeningen, den bekendte vise om Amerika og finalen af 2. akt, hvor de forskellige karakterdanses melodier med polyfon kunst forenes i et ensemble. Samfundet til udgivelse af dansk musik har udgivet et klaverudtog af denne opera.

### Klaverspiller i tidens selskabskredse
Siden 1802 havde Weyse ikke optrådt offentlig som klaverspiller, men som en feteret gæst i datidens mest ansete selskabskredse, således hos Constantin Brun, Gyllembourg-Heibergske og hofvinhandler Waagepetersen, hos familien Hertz i Roskilde og hos Stampes på Nysø – thi længere udflugter fra Weyses kære København var ham imod, – satte han tit de taknemmelige tilhørere i henrykkelse ved sine improvisationer, hyppigt i kontrapunktiske former, i vanskelige taktarter, ja stundum over de særeste temaer. Den bøhmiske pianovirtuos Ignaz Moscheles (1794-1870) som i 1829 besøgte København og selv var en habil improvisator, forbavsedes over Weyses eminente dygtighed og opfordrede ham – ligesom i sin tid Reichardt – til at nedskrive sine fantasier. Denne opfordring fra en kenders side gav impulsen til Weyses store og vanskelige "Allegro di bravura" i a-mol, op. 50, tilegnet Moscheles (1831).
Samme år skrev Weyse for den åndfulde klaverspillerinde fru Josephine Tutein – datter af syngemesteren Giuseppe Siboni der 1827 oprettede det første musikkonservatorium i København – sine bekendte otte etuder op. 51 og 1837 de fire etuder op. 60, tilegnede Nic. Gerson. Begge disse stemningsfulde hæfter giver, uagtet de er i den bundne etudeform, vistnok en god antydning af Weyses mærkelige klaverimprovisationer. Særlig interesse har den dejlige f-mol-etude af op. 60 ved de berøringspunkter, den har med den sidste af de tidligere nævnte fire "Allegri di bravura" i Répertoire des clavicinistes. Den er ligesom en efterklang af komponistens ungdomskærlighed, men her i en afklaret og afdæmpet belysning.

### Robert Schumann om Weyses etuder
Robert Schumann har omtalt Weyses etuder som hidrørende fra "en original ånd, der står aldeles selvstændig, måske kun noget beslægtet med Beethoven".
På orgel var Weyse en ikke mindre genial improvisator. J.M. Thiele omtaler i sine livserindringer en juleaftensstemning i Roskilde Domkirke, hvor Weyse – under et af sine hyppige besøg i provst Hertz’ familie – fantaserede på det herlige orgel, så at alle de tilstedeværende følte sig højtidelig grebne. Franz Liszt, der koncerterede i København i juli 1841, hørte Weyse i Frue Kirke på orglet improvisere en dobbeltfuga i 5/4 takt, "som uden Overdrivelse varede henved en halv Time; han rørte mig til Tårer og henrev mig til Beundring. Aldrig før havde Orglet således udfoldet sig for mig i sin hele Storhed og Herlighed". Også J.P.E. Hartmann, der blev Weyses efterfølger ved Frue Kirke, har udtalt, at Weyse var "en af de første Organister, som nogen Sinde har existeret".

### Kirkekomponist
Som protestantisk kirkekomponist må Weyse stilles meget højt. Uagtet han med sin flersidige dannelse også havde fordybet sig i filosofiens labyrinter, havde han alligevel bevaret sin barnetro, og det er med denne som bund, at han har kunnet skabe sine barnlig-fromme Ingemannske morgen- og aftensange (komponerede 1837 og 1838), perler i vor åndelige sanglitteratur.
Ligeledes indtager hans salme til Grundtvigs opvækkende tekst Den signede Dag, der blev komponeret 1826 ved tusendårsfesten for kristendommens indførelse i Danmark, en høj rang blandt vore koraler. Den skønne Grundtvigske bryllupssang Det er så yndigt at følges ad er oprindelig komponeret af Weyse til F.C. Hillerups tekst ved L. Mantheys sølvbryllup 1833. I begyndelsen af 1900-tallet hørtes Weyses kirkekantater kun lidt og da kun som koncertmusik; på hans tid opførtes de efter gudstjenesten på de store højtider, hvortil de var skrevet, og folk strømmede til kirkerne for at høre den herlige musik og derved søge en religiøs opbyggelse.

### Kantater
Hans første kantate fremkom ved festen i anledning af Reformationens 300-årige jubilæum og blev opført 31. oktober 1817 i Trinitatis Kirke. Frederik Høegh-Guldberg (1771-1852) – søn af Ove Høegh-Guldberg – havde skrevet teksten, der begynder med: I festlig andagt samler eder! Det er heri, at der forekommer den smukke duet for sopran og tenor Velkommen festlig og fro og det storartede, jublende, seksstemmige slutningskor Hellig er Gud! Al Jorden er fuld af hans Ære, der fik Grønland til at udbryde, at dette kor ville på dommedagen skaffe Weyse Vorherres tilgivelse for hvilke synder han end måtte have begået.
Hvilket indtryk på alle denne kantate gjorde, tør formodes af, at den blev gentaget næste år i april ved en koncert i samme kirke, hvor tillige hans i gammel italiensk stil komponerede miserere for fem solostemmer og kor (udgivet af Musikforeningen) blev udført, og i maj blev den brugt til de Massmannske søndagsskolers fest.
December bragte julekantaten Fryd dig Zion (tekst af Thomas Thaarup), hvori kvintetten Klar som Livets Morgen afslutter med det i al sin rene simpelhed så andagtvækkende englekor Ære være Gud i Evighed og på Jorden brodersind og Fred!. Slag i slag fulgte nu fire kantater af Thaarup, nemlig 1819 en passionskantate Almagt! Visdom!, hvoraf koret i es-mol Angest ruger over Jorden og den påfølgende koral med harpeakkompagnement særlig gjorde indtryk på tilhørerne og endnu i dag ville gøre det. Fru Gyllembourg giver i Familien Polonius en ypperlig skildring af denne musik.
1820 pinsekantaten: Du troner i en evig Strålepragt; i denne kantate findes det berømte orkankor, hvori Weyse med så stor virkning har brugt piccolofløjten, et instrument, man dengang i alt fald ikke var vant til at høre i kirkemusik. Slutningskoret med den store femstemmige fuga "Halleluja" er et af Weyses mest inspirerede kirkelige arbejder; den er skrevet næsten som i et åndedrag og kan værdig stilles ved siden af Händels "Halleluja" i Messias.
I påskekantaten Hil dig, Livets Morgenrøde og nytårskantaten Æonen fødes, den forgår, begge fra 1821, interesser særlig de store fugerede slutningskor; desuden det i påskekantaten lige før den ypperlig placerede gamle koralmelodi Af Højheden oprunden er anbragte malende kor i c-mol "Den stjærneløse Nat indhyller Jorden, Afgrunden drøner ved Jehovas Torden, lyst flammer Golgatha i blåligt Lyn!".
Den Ambrosianske Lovsang O store Gud, vi love Dig! (1825) satte Weyse selv megen pris på. Det var den, som Andersen skulle overbringe Luigi Cherubini. Nægtes kan det ikke, at det store slutningsamen er en fortræffelig fuga, og Weyse forsikrer selv, at det kostede ham en måneds arbejde, inden han fik den behørige "simplicitet" i den; men der er noget vist køligt udbredt over hele kantaten, så man kan forstå, at Cherubini fandt den for "protestantisk.".

### Indvielsen af den nyopførte Frue Kirke 1829
Fra samme år stammer Liebenbergs passionskantate Jesu Opofrelse. 7. juni 1829 blev den nyopbyggede Frue Kirke indviet ved en kantate af Weyse og Ove Malling Alvældens Gud vi prise. Heri kan fremhæves koret, hvor rædselsscenerne fra kirkens brand i 1807 skildres – Weyse havde jo selv været vidne dertil – og den ender med den udmærkede koral Stå fast og tryg.

## Udgivelser
Alle de nævnte kantater udkom i klaverudtog på foranstaltning af en del musikvenner, som med boghandler J. Riise i spidsen 1830 indbød til subskription på Weyses kirkekompositioner. Ligeledes udkom Påskekantate af J.M. Hertz (fra 1829) og flere af de større lejlighedskantater, som de to formælingskantater 1828 og 1829, Rahbeks minde (i Studenterforeningen 1830) og universitetets sørgekantate over Frederik VI (1840) med den dejlige sang Til Roskild har de kong Frederik bragt.
Over en halv snes større kantater henlagdes i manuskript på Det Kongelige Bibliotek, til hvilket Weyse havde testamenteret alle sine musikalier. Af hans to meget kendte Heibergske universitetskantater henligger den til kongens fødselsdag Se, dine Sønner forsamles på ny, hvori sangen "Gjenlyd af det Ord" findes, endnu utrykt. Den anden, der endnu stadig bruges til Reformationsfesten Vær hilset Lys fra sandheds Væld, med de herlige melodier Stjærnen stod på Nattens Himmel, terzetten Hil dem, som kæmpe og frem for alt sangen om Luther på Wartburg, blev i begyndelsen af 1900-tallet udgivet af Samfundet til Udgivelse af dansk Musik.

### Vokalkompositioner
Foruden den række af større vokalkompositioner, som oven for er omtalt, har Weyse også skrevet en mængde mindre, hvoraf her kun skal nævnes enkelte som: Duftende Enge og kornrige Vange (1820), Der er et Land, dets Sted er højt mod Norden (1826), Hvor Bølgen larmer højt fra Sø (1837), der er blevet virkelige fædrelandssange, de to yndefulde Natten er så stille og Ton søde Strænge (blandt hans 12 skolesange), sangen om Willemoes, Dejlig er den Himmel blå og flere, ligesom han også har indlagt sig stor fortjeneste af vor folkesang ved sin harmoniske bearbejdelse af 100 gamle Kæmpevisemelodier (1839 og 1841). Men det, der vistnok vil bære hans navn længst frem til efterverdenen, er det store udvalg af over 100 af hans Romancer og Sange, som efter hans død blev udgivet ved Musikforeningen, og som hørte til de bedste musikalske skatte i danske hjem i begyndelsen af 1900-tallet.

## Folkets sanger (en vurdering fra 1900-tallets begyndelse)
Han var ikke blot den store, lærde komponist, men tillige folkets sanger i ædleste betydning, thi over hans melodier hviler der noget hjemligt, noget ejendommelig nationalt, men som derfor heller ikke har kunnet tabe sig under den store udvikling af livets vilkår fra Frederik VIs dage og til begyndelsen af 1900-tallet.
Af sin samtid skattedes Weyse højt, ikke blot som kunstner, men også som menneske; hans ægte danske sind, hans noble tænkemåde og hans varme hjerte, der somme tider skulte sig under en spøgefuld og bizar satires kåbe, virkede tiltrækkende på alle, som han kom i berøring med, både ældre og yngre, hvilke han gerne modtog i sin gæstfri ungkarlebolig, der i mange år var i Kronprinsessegade, lige over for Kongens Have.

## Breve
Hans underholdende breve, der er trykt i to fyldige bind i 1964, giver et godt begreb om hans storartede sprogfornemmelse, opmærksomme blik, harmløse vittighed og kærlige omsorg for sine venner.

## Død
Et smukt billede af Weyse har Ingemann tegnet i sin roman Landsbybørnene som den gamle professor, og ligesom denne hensov blidt og stille, således døde også Weyse natten mellem 7. og 8. oktober 1842 i sine unge venners kreds uden længere tids sygdom.

## Hædring
Hans minde hædredes ved sørgefester i Det Kongelige Teater, hvor Heibergs dejlige prolog – med den bekendte strofe "Og ejed han ingen andre små" – blev fremsagt, og i Musikforeningen, hvor en kantate af H. Hertz (Henrik Hertz ?) og J.P.E. Hartmann blev opført. Også mens Weyse levede, skortede det ikke på ydre anerkendelse. 1816 fik han titel af professor, 1819, som nævnt ovenfor, komponistgage, blev 1830 medlem af Det Kongelige Musikakademi i Stockholm, 1837 æresmedlem af Musikforeningen og 1842, ved sit 50-årige organistjubilæum, æresdoktor ved universitetet. Weyses bronzebuste, modelleret af H.V. Bissen, blev 1866 opstillet på Frue Plads.

## Utrykte kilder (benyttet afS.A.E. HageniDBL)
- Weyses utrykte breve i Det Kongelige Bibliotek og i privat eje.